# Perro faldero
Un perro faldero, o perro de regazo, se refiere al perro que es suficientemente pequeño como para ser sostenido en los brazos o acostado cómodamente en el regazo de una persona y predispuesto temperamentalmente a hacerlo. Originariamente el término perro faldero en español se refiere al perro de pequeño tamaño que puede estar en las faldas de las mujeres, sin referirse a una raza específica, siendo un término genérico para un tipo de perro pequeño de disposición amistosa.
Los perros falderos existen históricamente en muchas sociedades de todo el mundo como animales de compañía, dóciles, que no tienen ninguna función de trabajo aparte de acompañar a sus dueños. El análisis genético revela que los perros falderos están entre los primeros tipos específicos de perros para vivir con personas. Hoy en día, la mayoría de los perros falderos caen en el grupo de la raza toy.

## Aspecto

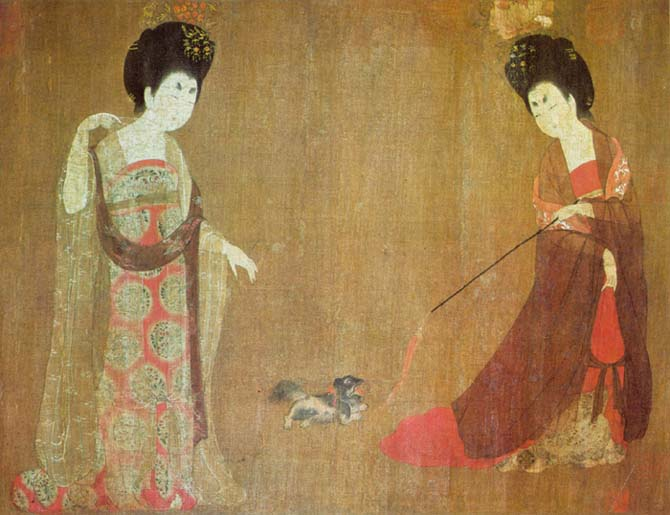
Dos mujeres que juegan con un perro de regazo, China, siglo 8th, Bellezas Vistiendo Flores por Tang pintor de la dinastía Zhou Fang

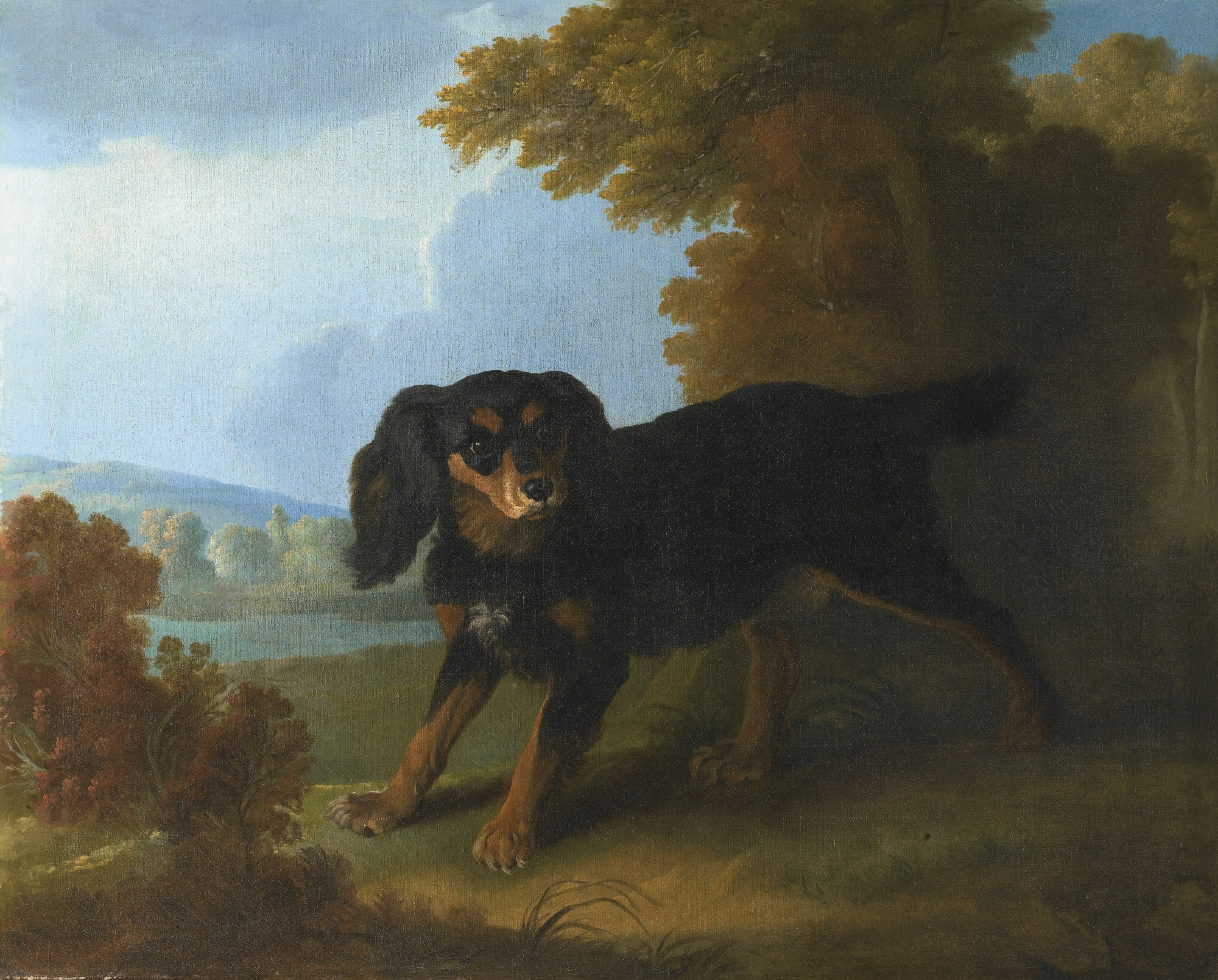
Christophe Huet Retrato de Mimi, Madame De Pompadour Rey Charles Spaniel, por Christophe Huet

Algunos perros falderos han sido criados para extremos de tamaño pequeño, como las variedades rusas y mexicanas que se muestran a continuación. Anatómicamente, los perros falderos muestran diferencias distintas de sus contrapartes de tamaño completo. El cráneo del inmenso perro faldero ruso de un espécimen de 1861 (posiblemente un antepasado del bolonka) es de aproximadamente del tamaño de una pelota de tenis de mesa y muestra el hocico relativamente corto y la frente alta. Muchos perros falderos se crían para conservar rasgos similares a los cachorros (neotenia), como las orejas plegadas. Las proporciones del cuerpo también pueden haber cambiado, resultando en piernas relativamente más cortas y cabezas más grandes. También pueden tener rasgos que se parecen a los bebés humanos: tamaño y peso, frente alta, horico corto y ojos relativamente grandes. Aunque la crianza selectiva para tales rasgos pueden tener efectos perjudiciales en los conductos lacrimales, la dentición, y la respiración, estos rasgos también pueden hacer que los dueños de las mascotas se sientan más satisfechos con su relación de mascotas, ya que los dueños de mascotas pueden ver a los perros con esta apariencia como bebés sustitutos.

## Historia

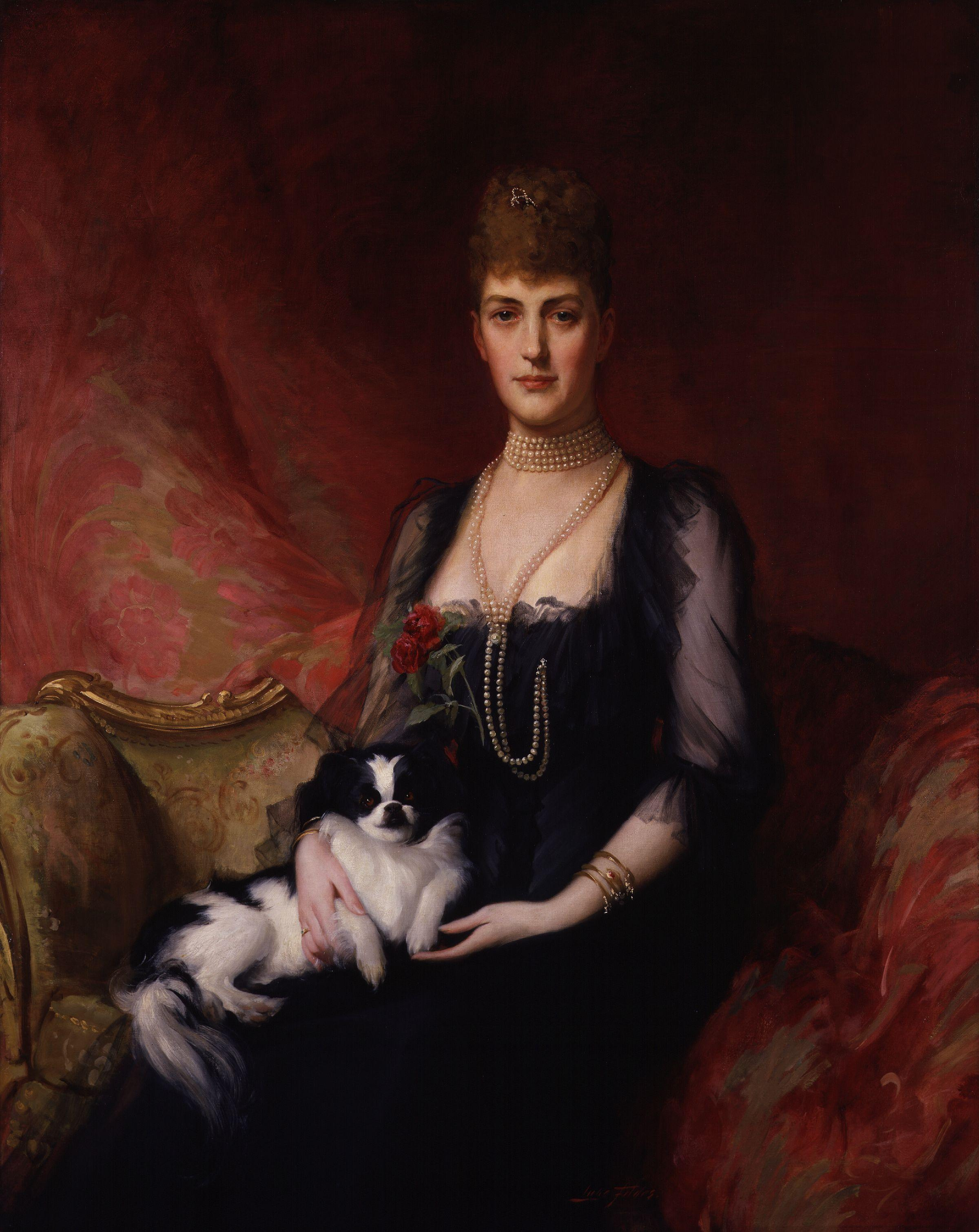
Retrato de Alexandra de Dinamarca con su Chin japonés llamada Punch.

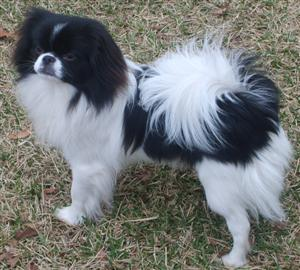
Chin japonés hoy

Además de mantenerse como una mascota y proporcionar calor, los perros falderos han sido accesorios de moda y símbolos de estatus.
El reciente estudio genético realizado por Elaine Ostrander confirma que el perro faldero de Pekín, criado en la antigua China para encajar  dentro de las mangas de la túnica de un hombre, es una de las razas más antiguas. Durante siglos,  solo podían ser miembros del Palacio Imperial Chino. De igual manera son antiguos los antepasados perros falderos de las razas modernas de terrier tibetano, lhasa Apso, pug, y shih tzu.
En el libro De Canibus Britannicis publicado en inglés en 1576, el autor describe a los perros falderos como un tipo de perro. Los antepasados de la raza moderna de cavalier king charles spaniel era un tipo de «spaniel gentle» mantenido por la nobleza inglesa en el siglo XVII. Las razas modernas de perros falderos también incluyen el bichon Frise, terrier japonés, maltés, pomerania, terrier Yorkshire y muchos otros.

### Phalène y Papillón

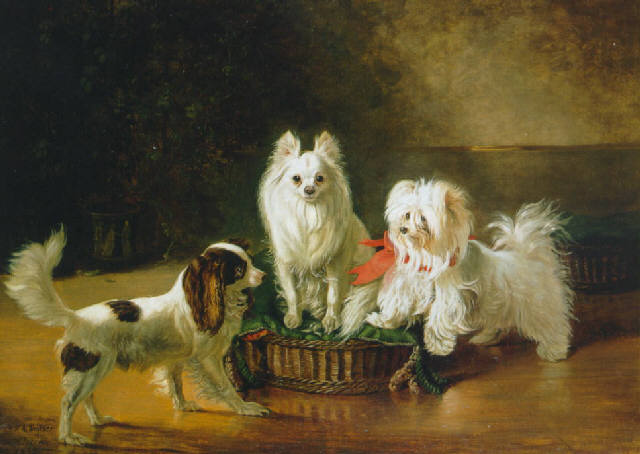
Un Spaniel toy, un Spitz enano y un maltés próximo a una cesta (1855) por Johann Friedrich Wilhem Wegener

La raza phalène es la forma más antigua de perros papillón; la aparición de la variedad de orejas erectas no se documentó hasta el siglo XVI, momento en que el phalène había sido retratado en numerosas pinturas. Bélgica, Francia, España, e Italia han sido acreditados con la creación o desarrollo de los perros papillón.

### Pekinés
De acuerdo con la publicación de 1948 Perros En Gran Bretaña, una descripción de todas las razas nativas y la mayoría de las razas extranjeras en Clifford LB Hubbard, el manga Pekinés era (en la época de Hubbard) una verdadera miniatura del pequinés del tamaño estándar del pequinés del tamaño estándar y también se conocía como el Pekinés en Miniatura. El nombre de manga Pekinés vino de la costumbre de llevar a estos pequeños perros en las amplias mangas de las túnicas usadas por los miembros de la Casa Imperial China. Hubbard indicó que esta tradición parecía ser de la Italia temprana en lugar de China, pero su adopción por parte de la Casa Imperial China hizo que los perros fuesen criados lo más pequeños posibles y que se atrofiase su crecimiento con diversas prácticas: dar a los cachorros vino de arroz, apretar a los recién nacidos unos contra otros durante horas  o colocando a los cachorros en chalecos ajustados de malla de alambre. Estas prácticas fueron prohibidas por la difunta emperatriz viuda tzu hsi.
En la épica de Hubbard, el término manga se aplicó en Gran Bretaña a un pequinés en miniatura de no más de 2,72 a 3,18 kg (6 a 7 libras), que a menudo parecía ser de 1,36 a 1,81 kg (3 a 4 libras). Mai mai de Flander pesaba sólo un poco más de 1,81 kg (4 libras) y muchos otros criadores habían criado miniaturas verdaderas de un tamaño similar. Hubbard notó que las miniaturas a veces aparecían en camadas criadas de pekinés de tamaño completo y se exhibían en clases para perros de menos de 3,18 kg (7 libras) en las principales exposiciones caninas de Gran Bretaña. En ese momento, el manga pekinés tenía un gran número de seguidores con los colores más populares: crema y blanco.

### Pug
Los pugs son, con mucho, el más grande de los perros falderos. Se originaron en China alrededor del año 400 D.C. para satisfacer a la realeza de la Dinastía Shang. Los pugs son famosos por su cara negra arrugada, cola rizada y resoplidos. Estos se hicieron cada vez más populares a lo largo de los años y fueron transportados por toda Asia. Más tarde. fueron llevados a Europa y finalmente a América en el siglo XX. Estos perros comparten genes similares con los perros pekinés.

### Chihuahua
Los chihuahuas son una de las razas de perro faldero más pequeñas. Ellos llevan en nombre del estado mexicano de Chihuahua, ya que ese es el origen potencial de los perros. Son famosos por sus grandes orejas puntiagudas, su corteza de tono alto, y su pequeño tamaño. Los chihuahuas por lo general pesan menos 3 kg (6.6 libras) y por lo general son de 15,24 cm a 22,86 cm (6 a 9 pulgadas) de altura. La raza suele ser propensa a los ataques, y debe mantenerse alejada de los niños pequeños y otras razas de perro. Sin embargo, si es administrado por un propietario dedicado, el chihuahua puede adaptarse fácilmente a un entorno doméstico.

### Pomerania
Los pomerania son los más blandos de los perros falderos, tienen una doble capa y tienden a ser un perro amigable y de una sola persona. El pomeranio lleva el nombre de la región de Pomerania en Europa Central, dividida entre Alemania y Polonia.[cita requerida]

### Pinscher Miniatura
El pinscher miniatura, también conocido como «minillo» , es una raza pequeña de perro originaria de Alemania. Los primeros ancestros de la raza pudieron haber incluido el pinscher alemán cruzados con galgos italianos y perros salchicha.

### Shih Tzu
Shih tzu (singular y plural) es una de las razas más antiguas cuyas raíces se remontan al Tíbet y China, donde se criaron para parecerse a los leones. Su rango ideal es de 4,08 a 7,26 kg (9-16 libras).

## Razas extintas
El perro faldero ruso y el perro faldero mexicano no eran razas en el sentido moderno, sino que eran tipos de perros pequeños de Rusia y México respectivamente. El inmaduro perro faldero mexicano llegó a ser tan pequeño como un hámster dorado. Durante el siglo XIX estaba de moda montar especímenes inmaduros para que pareciesen adultos, dando una falsa impresión del tamaño adulto:
«El más pequeño de la familia de perros es el perrito faldero mexicano, una criatura tan diminuta en sus dimensiones que parece casi fabulosa para quienes no han visto este animales en sí. Una de estas pequeñas mascotas caninas se puede ver en el Museo Británico, y siempre atrae la atención de los visitantes. De hecho, si no estuviera en una localidad tan digna, generalmente se clasificaría con la sirena, la serpiente voladora, y el cordero tártaro, como un ejemplo de mano de obra inteligente»
- Reverendo John George Wood, La Historia Natural Ilustrada (Mammalia), 1853

## Galería

Perros falderos
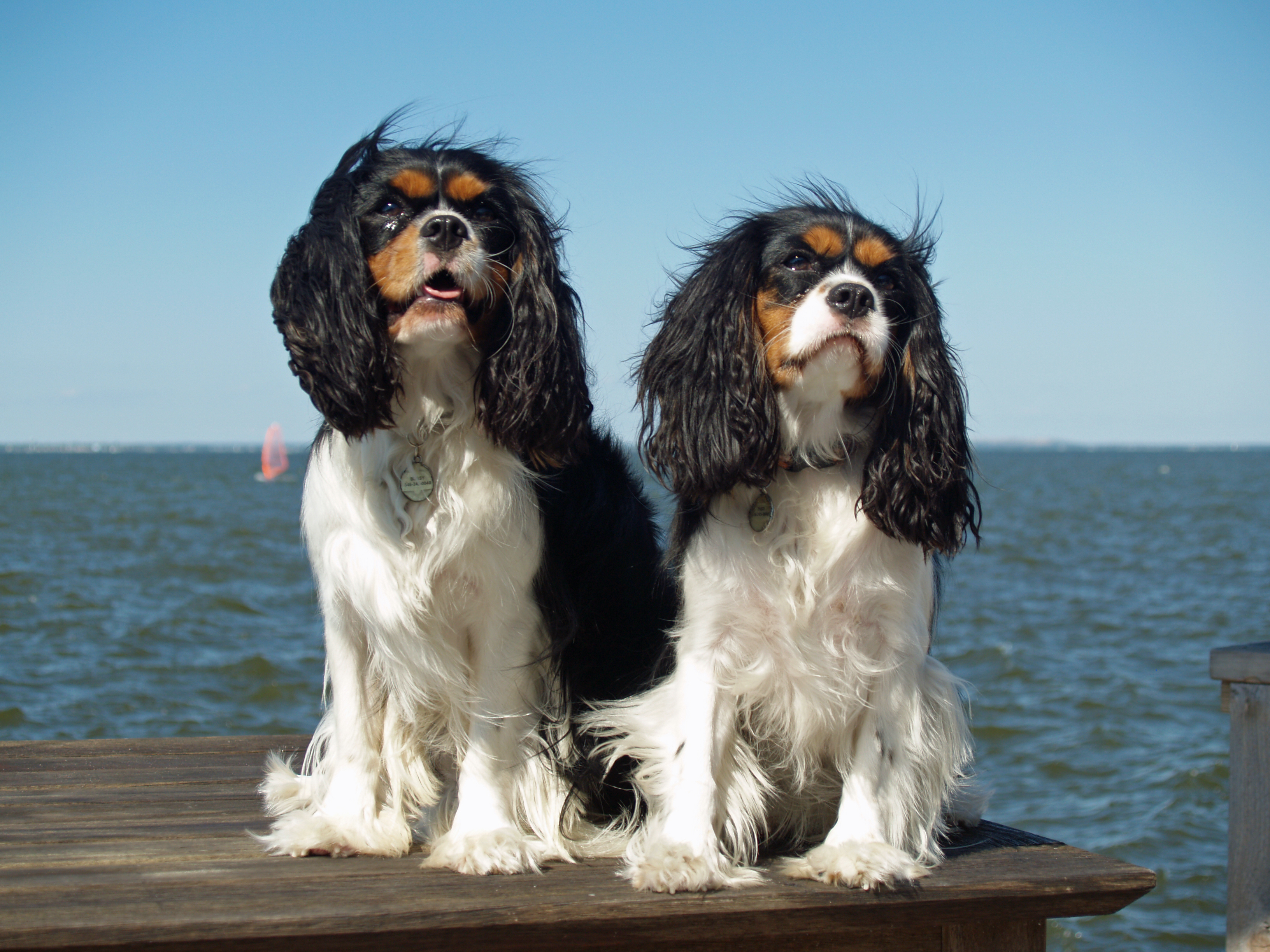
Cavalier King Charles Spaniel
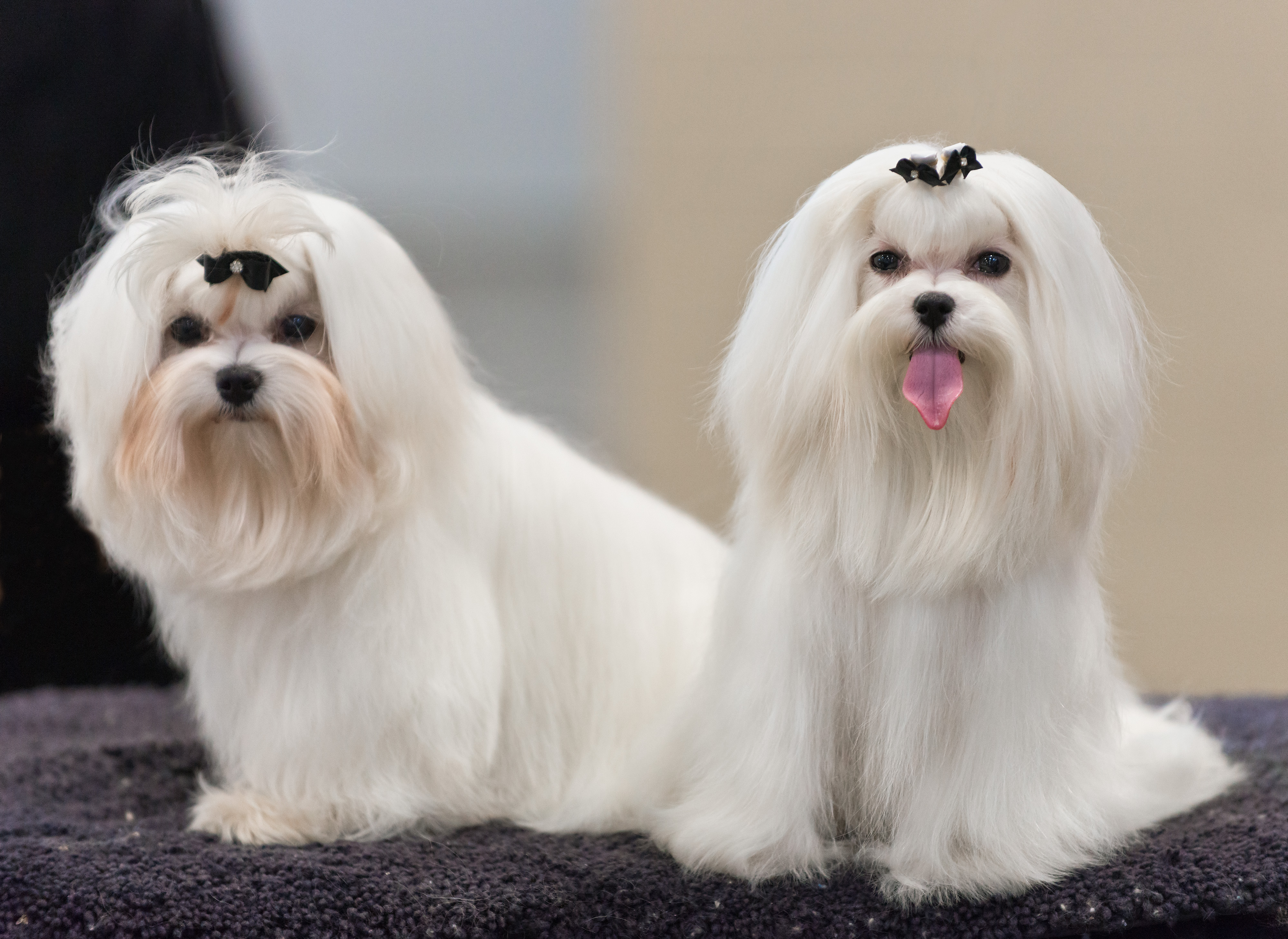
Maltés
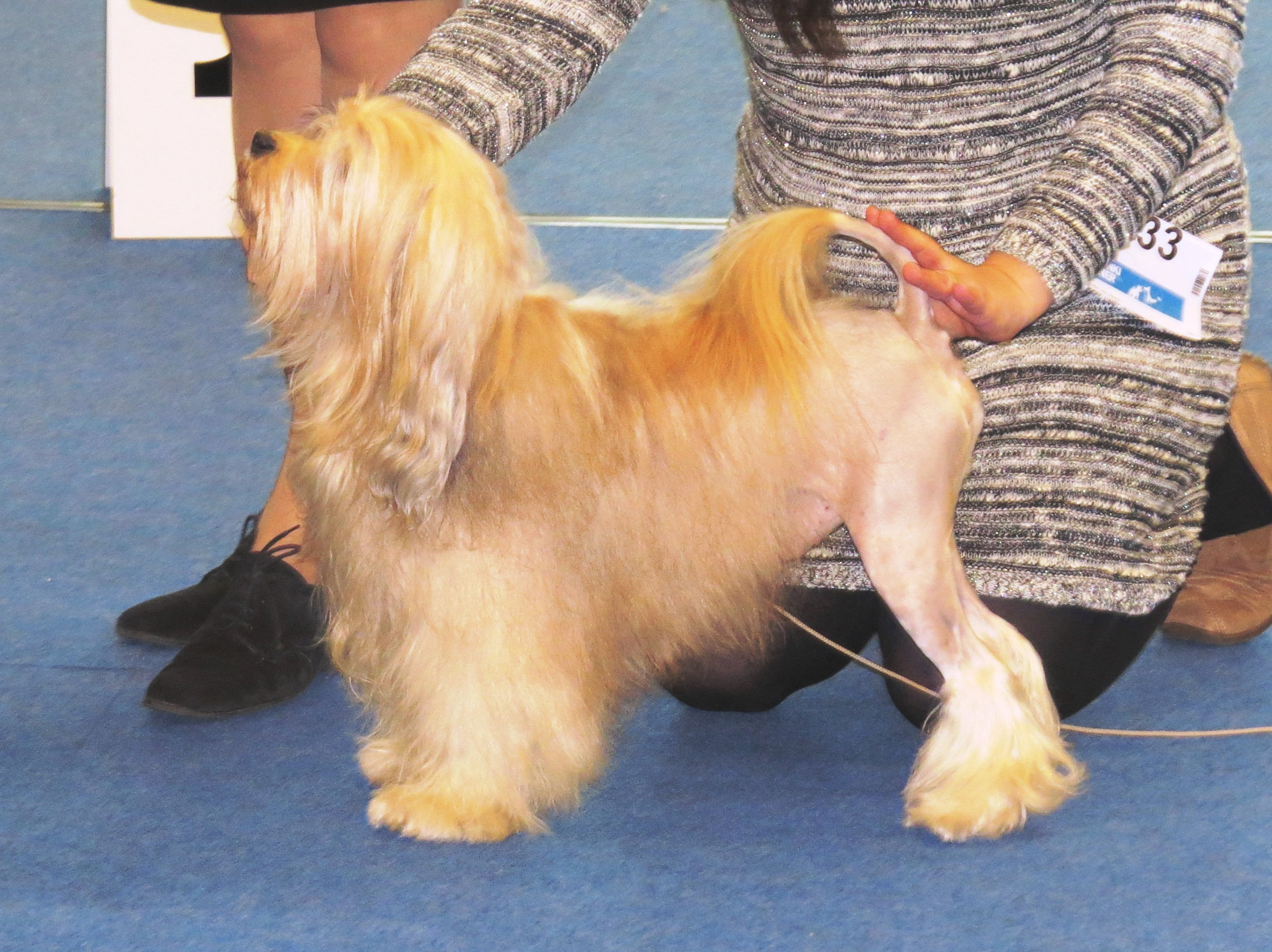
Löwchen
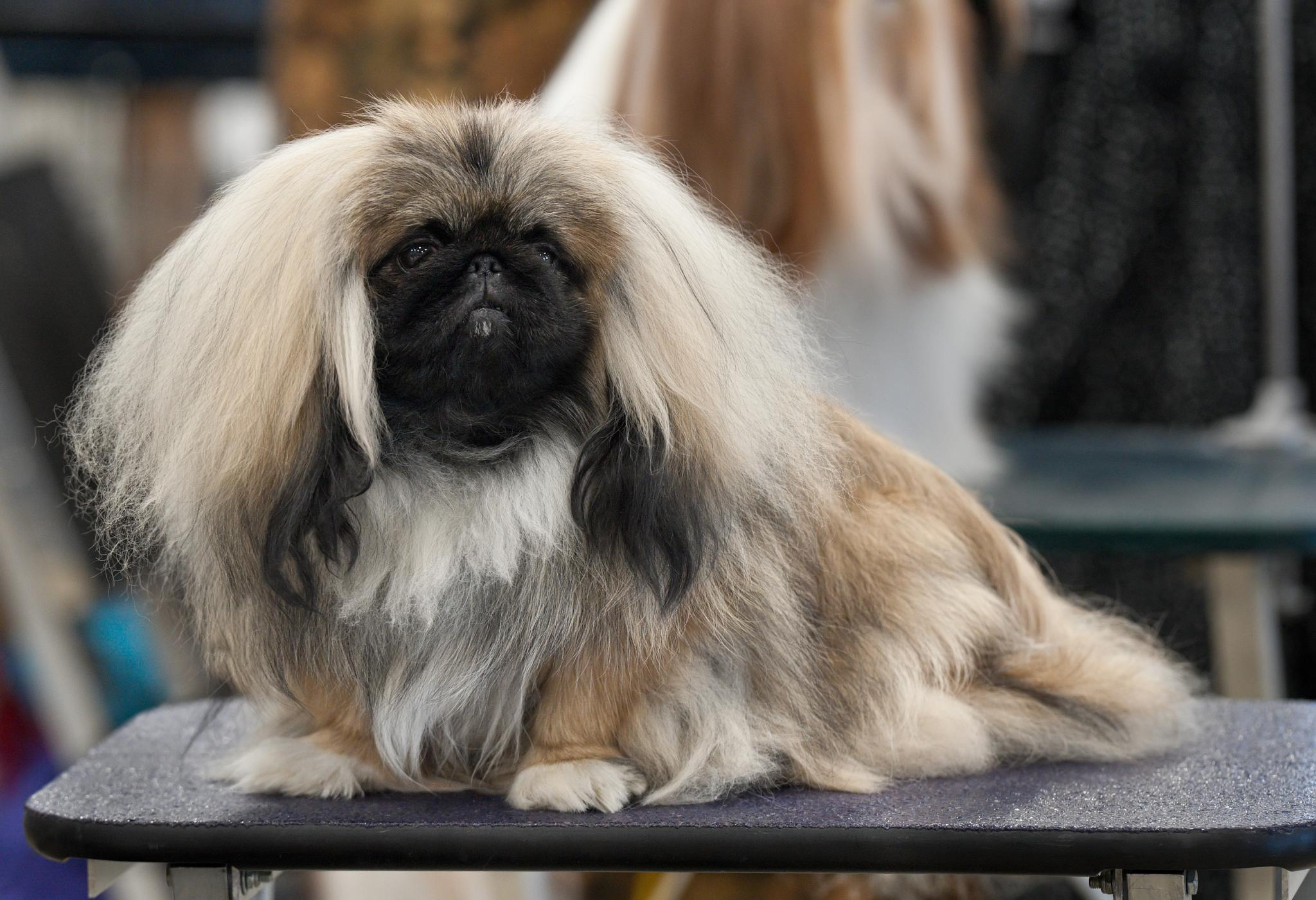
Pekinés
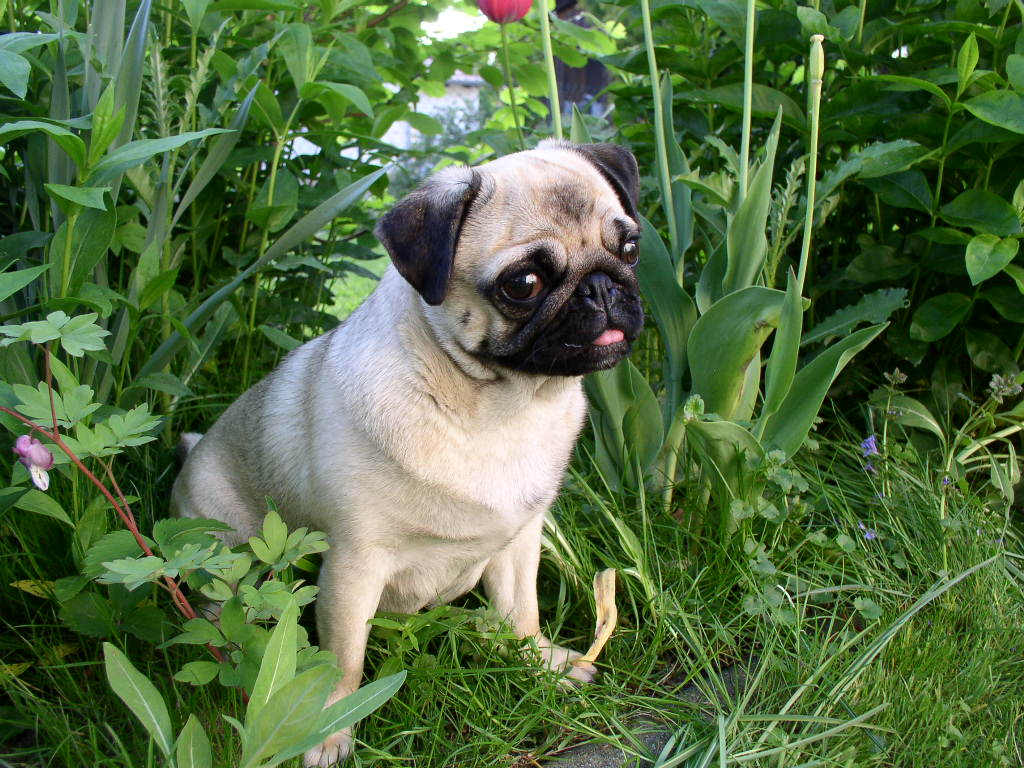
Pug
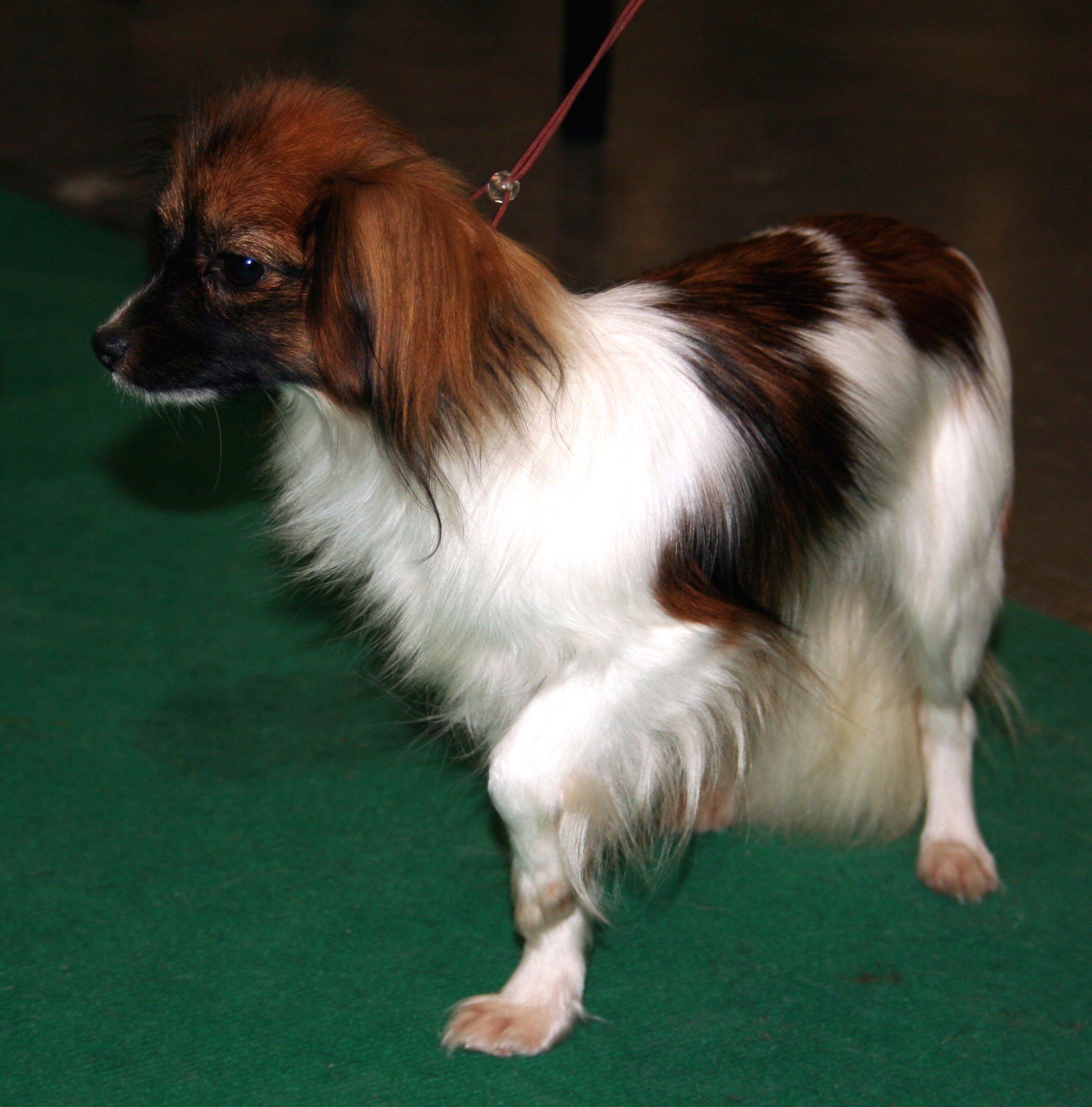
Phalene
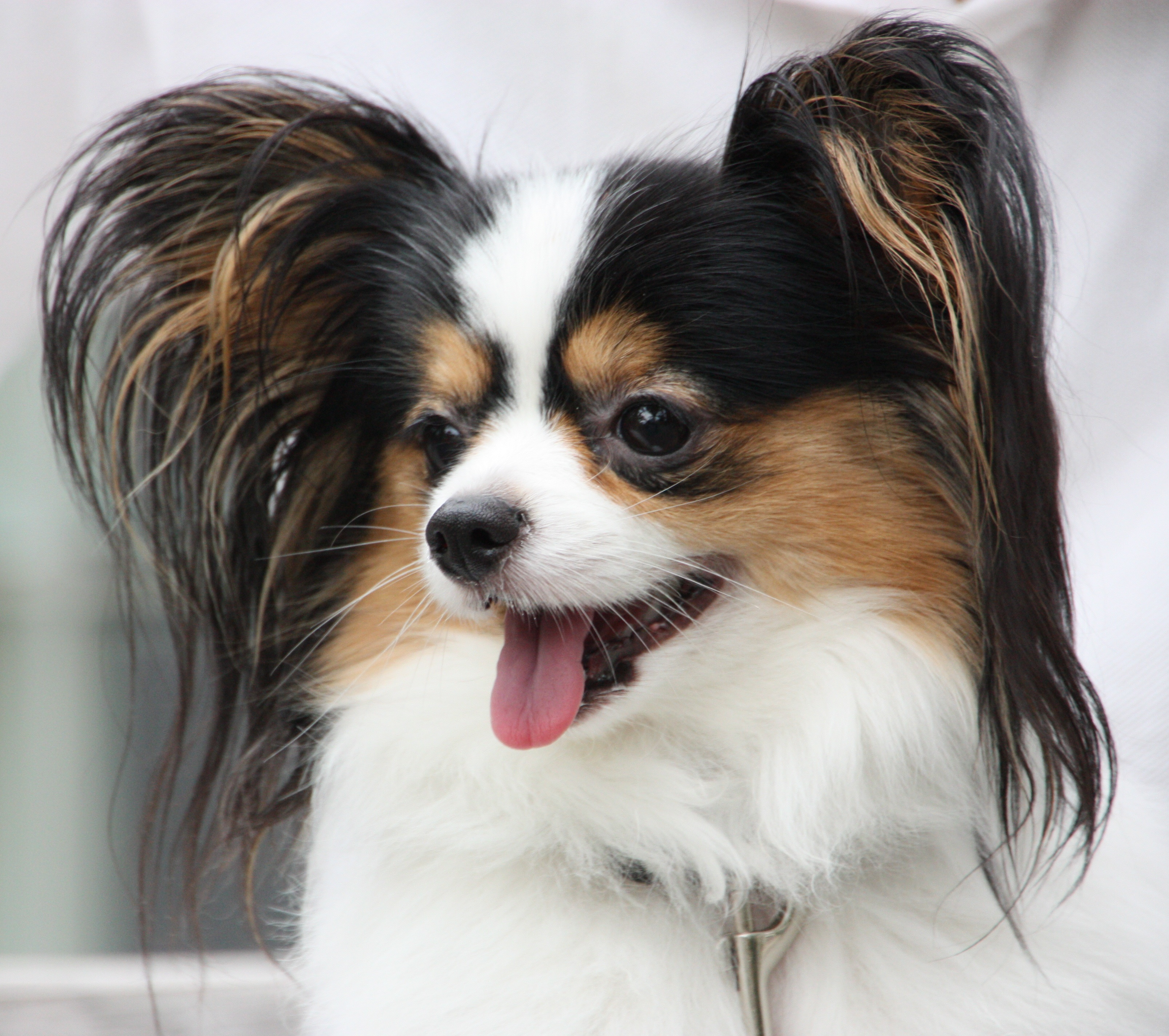
Papillon
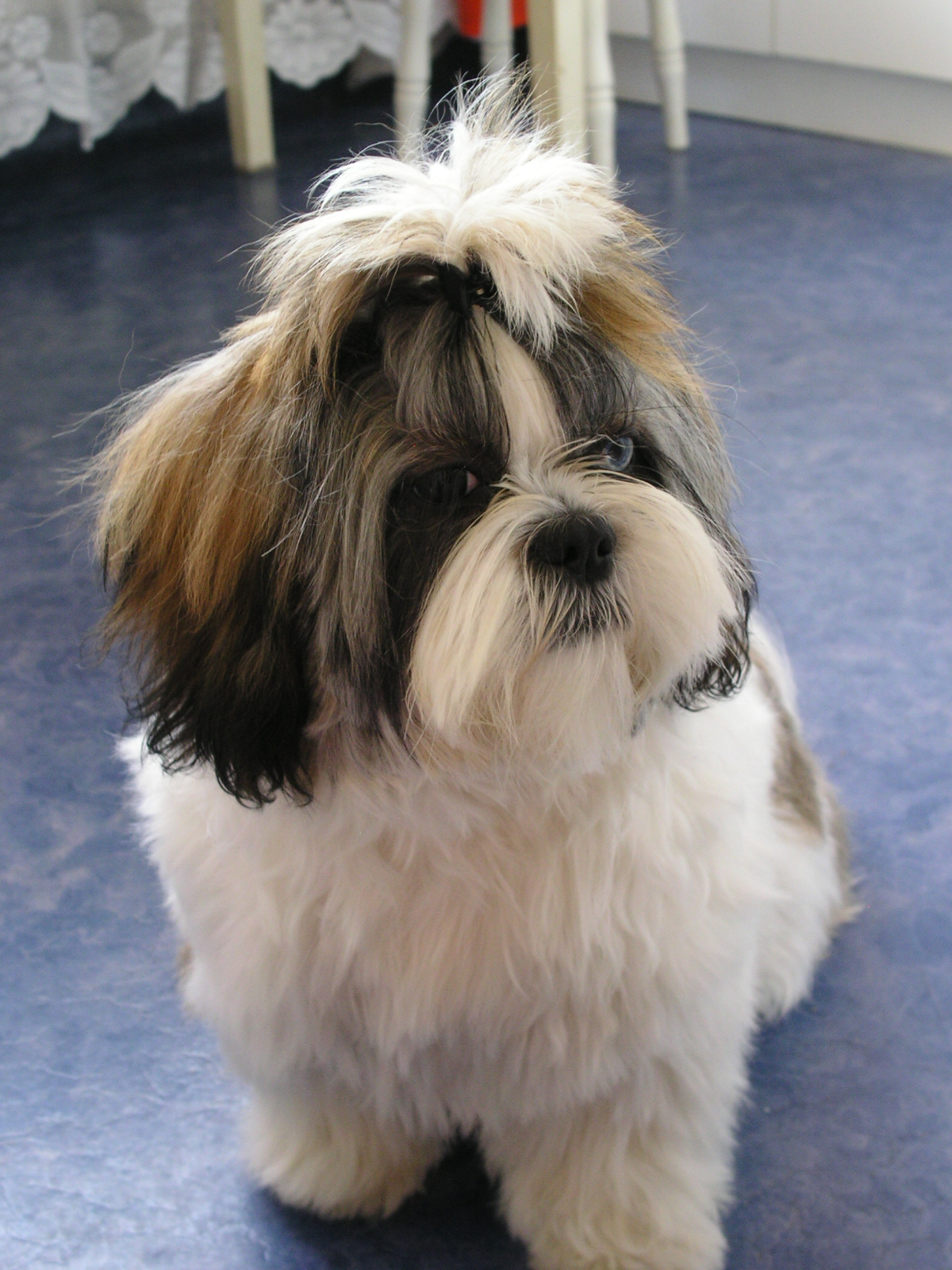
Shih-tzu
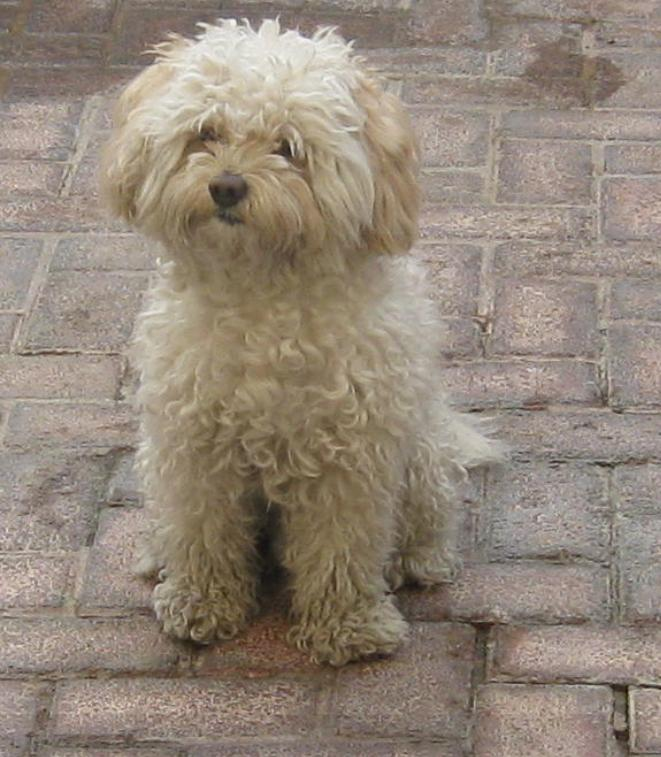
Bichon Frisé
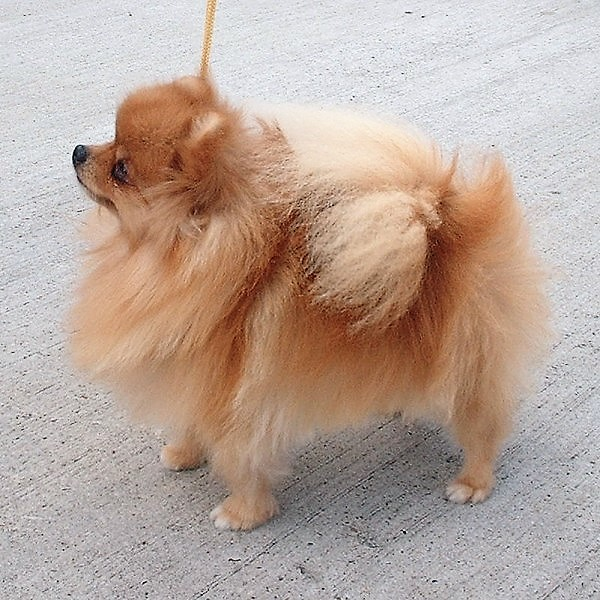
Pomeranian
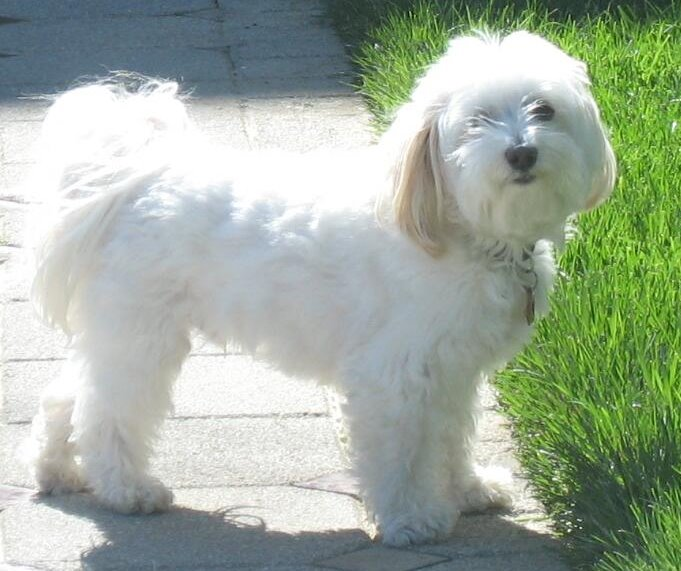
Havanese
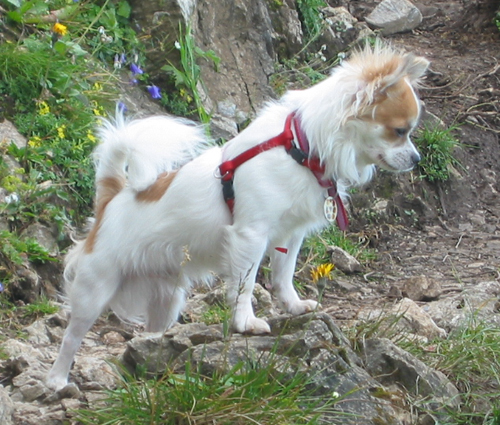
Chihuahua
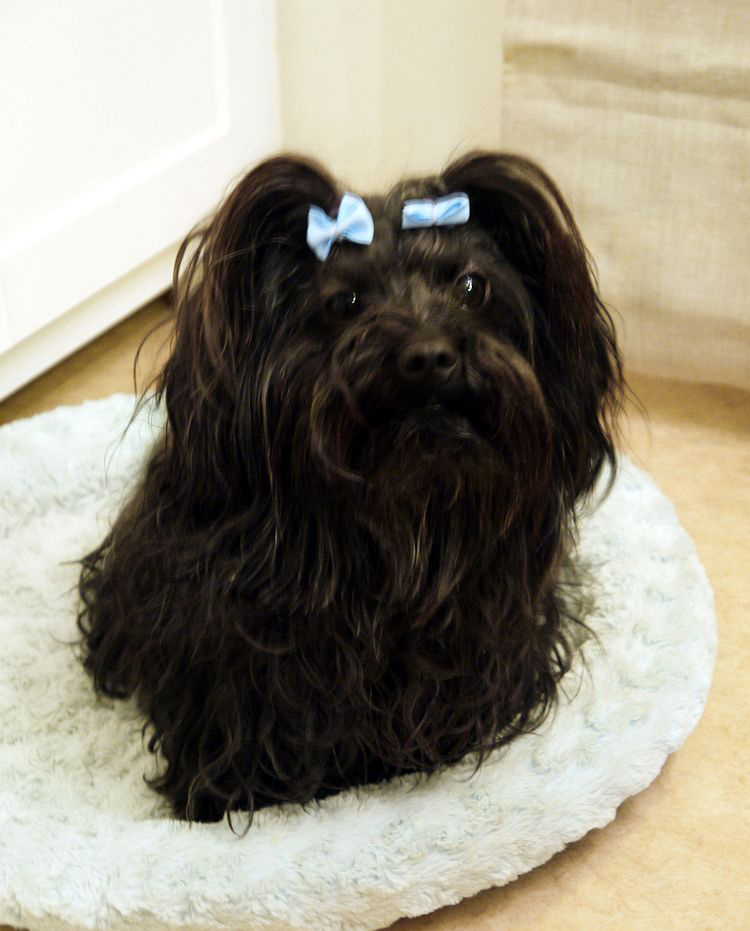
Bolonka
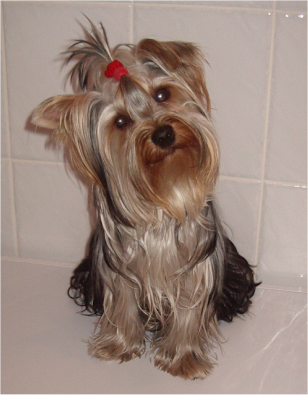
Yorkshire Terrier
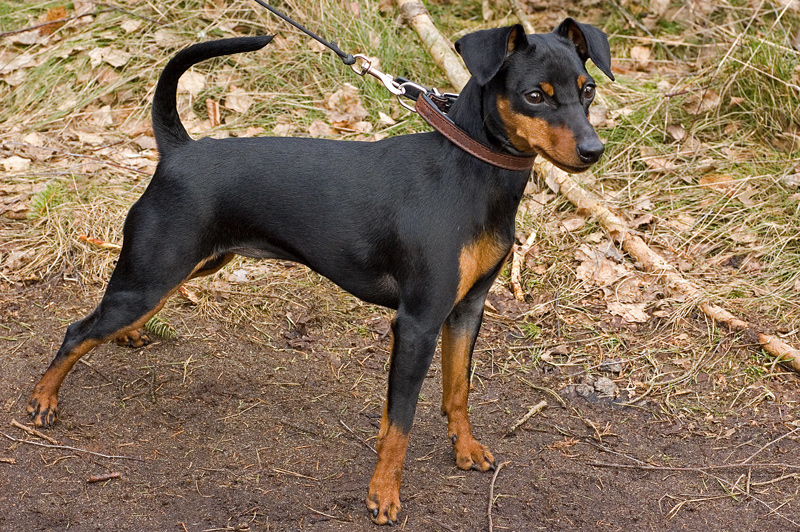
Pinscher miniatura
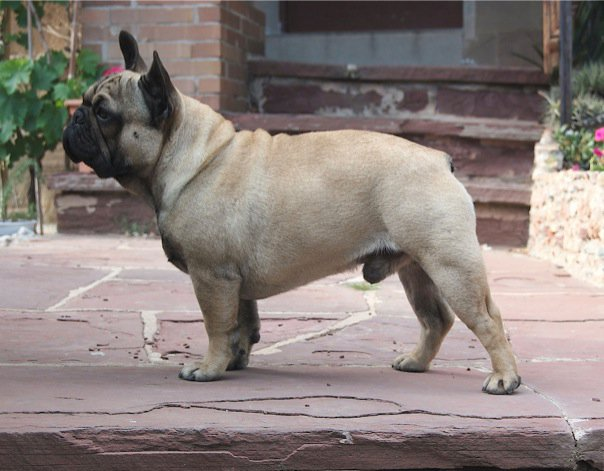
Bulldog francés
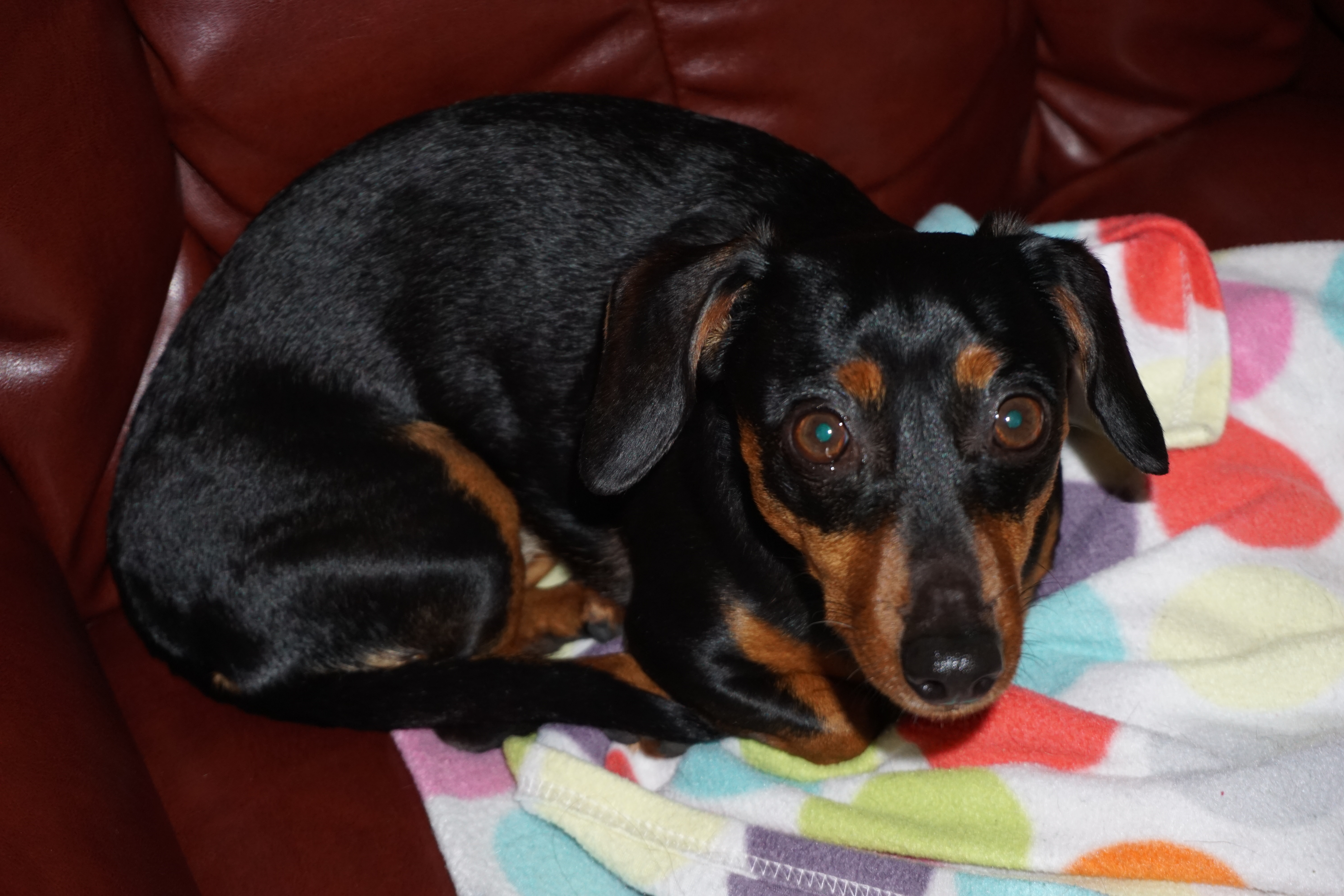
Chiweenie (Mezcla de Chihuahua y Daschund)